# Bitwa w dziczy
Bitwa w dziczy (ang. Battle of the Wilderness) – starcie zbrojne, które miało miejsce w dniach 5–6 maja 1864 roku. Pierwsza bitwa kampanii lądowej w Wirginii w trakcie wojny secesyjnej. Naprzeciwko siebie stanęły Armia Potomaku pod dowództwem generała George’a Meade’a oraz Armia Północnej Wirginii generała Roberta E. Lee. Bitwa nie przyniosła zwycięstwa żadnej ze stron.
Po wyborze na głównodowodzącego armii Północy, generał Ulysses Grant podjął decyzję o wymarszu do Wirginii, gdzie zamierzał zniszczyć znajdujące się tam siły konfederackie i tym samym zakończyć wojnę. Na stanowisko dowódcy Armii Potomaku Grant powołał generała George Meade’a. Na początku maja 1864 roku Armia Potomaku opuściła swoje kwatery zimowe, wyruszając przeciwko siłom konfederackim. Po przekroczeniu Rapidan River wojska Północy dotarły do gęsto podszytej puszczy, w którym już rok wcześniej rozgrywała się część walk bitwy pod Chancellorsville.
Generał Lee zamierzający wykorzystać sprzyjające warunki terenowe nie przeszkadzał Armii Potomaku przekraczającej rzekę Rapidan. Lee miał nadzieję na skuteczny atak na siły Unii w trakcie ich przemarszu przez niedostępną, dziką okolicę, w której przeciwnik nie mógłby w pełni wykorzystać swojej artylerii.
5 maja nastąpiło spotkanie sił Lee z czołowymi oddziałami Armii Potomaku. Generał Richard Stoddert Ewell na czele II Korpusu CSA skutecznie powstrzymał siły generała Gouverneura K. Warrena. W tym samym czasie III Korpus generała Ambrose’a P. Hilla atakowany był zaciekle przez siły generała Winfielda Hancocka z II Korpusu Armii Potomaku.
6 maja generałowi Hancockowi, po otrzymaniu posiłków, udało się wyprzeć Korpus Hilla zadając mu ciężkie straty. Przez długi czas Lee nie był w stanie wysłać Hillowi posiłków, gdyż w tym samym czasie poważnie zagrożony był korpus Ewella.
Ostatecznie Hillowi w sukurs przyszedł korpus generała Jamesa Longstreeta, który po szybkim marszu zaatakował siły Hancocka. Oddziały Unii zostały wyparte, a Longstreet odzyskał wcześniej utracone przez Hilla pozycje, przechodząc do ataku. W jego trakcie odniósł jednak ranę a towarzyszący mu generał Micah Jenkins poniósł śmierć. Walki na tym odcinku frontu osłabły, nadal jednak toczono ciężki bój na północnym odcinku, gdzie brygada generała Johna Browna Gordona zaciekle atakowała flankę Armii Potomaku, zadając jej ciężkie straty. Z zapadnięciem ciemności atak Gordona ostatecznie osłabł.

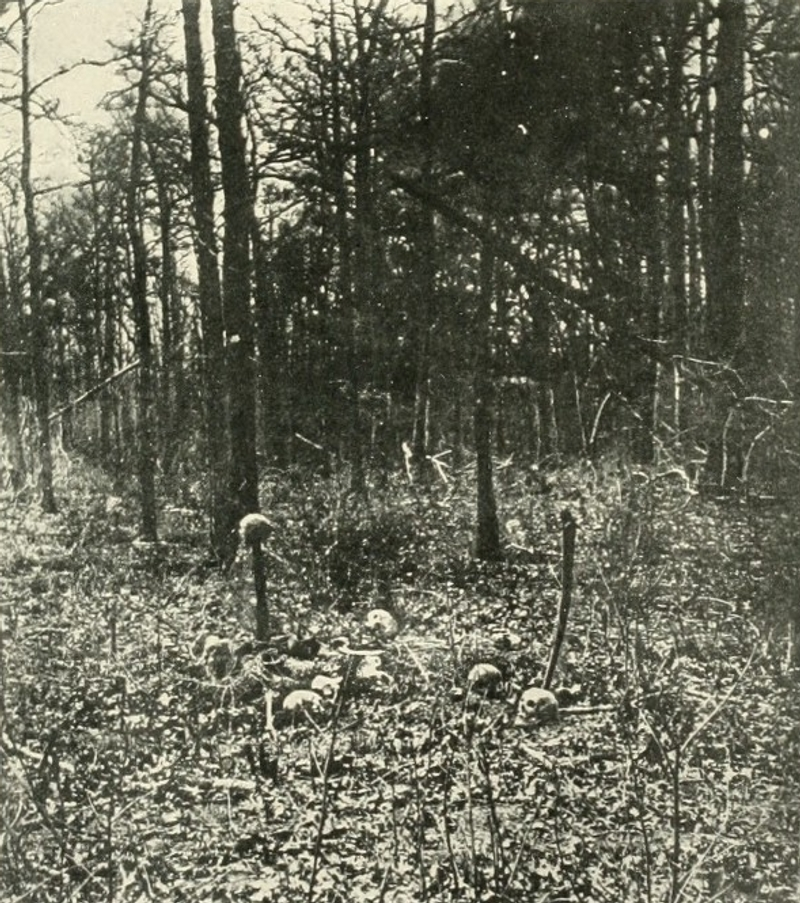
Czaszki poległych w dziczy

Po dwóch dniach walk w gęstym lesie obie armie, w wyniku ciężkich strat, nie podejmowały dalszych ataków. Straty konfederackie wyniosły 11 400 ludzi, unioniści stracili 18 400 żołnierzy. W tej sytuacji Grant nakazał Armii Potomaku wymarsz w kierunku południowo-wschodnim i przedarcie się pomiędzy siłami Lee a stolicą konfederatów Richmond. Dnia 8 maja miało miejsce kolejne starcie, tym razem pod Spotsylvanią.